# Gewone glanshaver
Gewone glanshaver of Frans raaigras (Arrhenatherum elatius subsp. elatius) is een ondersoort van glanshaver (Arrhenatherum elatius). De ondersoort komt veel voor langs wegen en dijken en in hooiland, vooral op kleigrond. Het aantal chromosomen is 2n = 14 of 28.
Het is een forse grassoort met een hoogte van maximaal 1,5 m. De stengels zijn glad en glanzend. De soort onderscheidt zich van zachte haver (Helictotrichon pubescens) door de in knop gerolde, geribde bladeren. Bij zachte haver is in dit stadium het blad gevouwen en ongeribd. De vorm met wit gestreepte bladeren wordt voor sierdoeleinden gebruikt. Ook kan Frans raaigras gebruikt worden voor de aanleg van hooiland. De plant verdraagt maaien goed, maar beweiden slecht. De smakelijkheid laat te wensen over door de aanwezigheid van bitterstoffen.
Het blad is lichtgroen en de onderste bladeren zijn gewoonlijk lichtbehaard. Elk blad heeft een lengte van maximaal 40 cm. Het tongetje (ligula) is tot 3 mm lang en aan het einde afgerond.
Er is een grote variatie tussen de aartjes in aantal bloemen, genaaldheid en geslachtsverdeling. In het algemeen is het aartje tot 11 mm lang en bevat het meestal twee bloempjes. Ook kunnen tot vier bloempjes voorkomen. Het onderste bloempje is mannelijk en heeft een knievormige rugnaald. Het bovenste bloempje is tweeslachtig en heeft meestal een korte of helemaal geen kafnaald. Het binnenste kroonkafje (palea) is klein, dun en vliezig. Het buitenste kroonkafje (lemma) is stevig, groot en groen. De aartjes zijn eerst glanzend groen en worden later bruin of purperkleurig. De 10-30 cm lange pluim is vroeg in het seizoen rechtopstaand, maar spreidt zich later uit. De vrucht is een graanvrucht.
Gewone glanshaver bloeit van mei tot september.

## Syntaxonomie
In de syntaxonomie staat gewone glanshaver te boek als preferent kentaxon voor de glanshaver-associatie (Arrhenatheretum elatioris).
Gewone glanshaver is een indicatorsoort voor het mesofiel hooiland (hu) subtype Glanshavergrasland, een karteringseenheid in de Biologische Waarderingskaart (BWK) van Vlaanderen en het Brussels Hoofdstedelijk Gewest.

Glanshaver
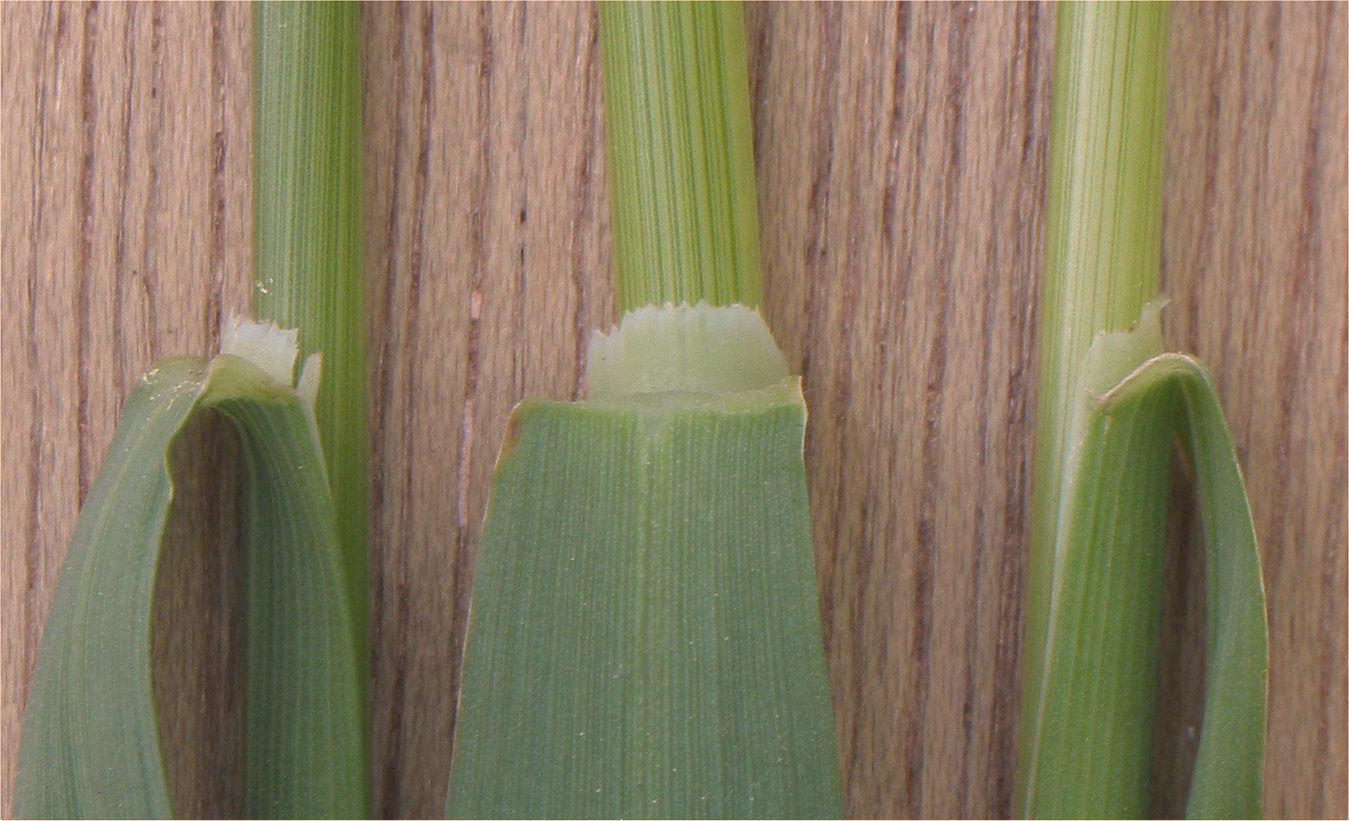
tongetje
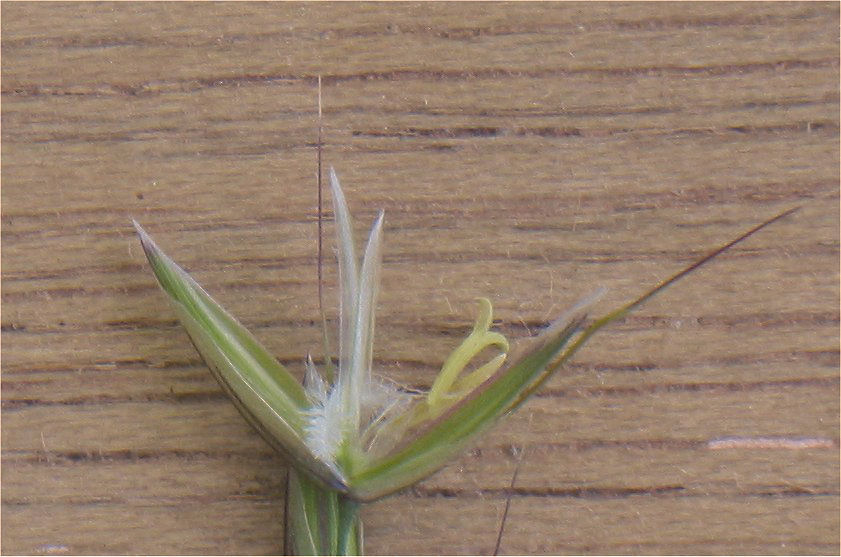
aartje
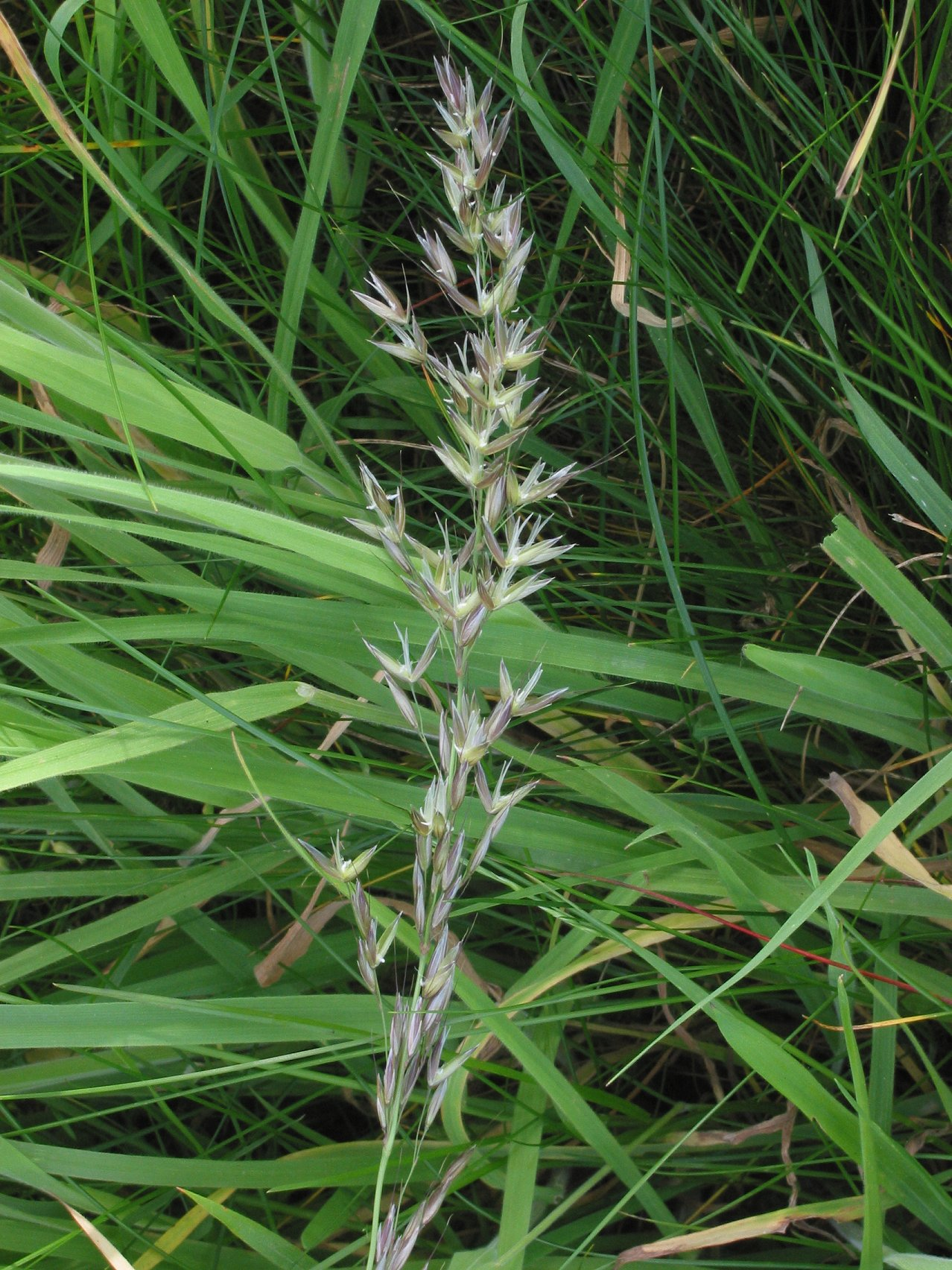
bloeiwijze